# Bakos Katalin
Bakos Katalin (Budapest, 1952. szeptember 29. –) magyar művészettörténész, muzológus.

## Életpályája
1971–1976 között az Eötvös Loránd Tudományegyetem Bölcsészettudományi Kar művészettörténet-német szakos hallgatója volt. 1976–1986 között a Műcsarnokban kiállítás-rendezőként dolgozott. 1979–1983 között a Fiatal Képzőművészek Stúdiója Egyesület kiállításait rendezte meg. 1980-ban Moszkvában, 1981-ben Bécsben, 1988-ban az NSZK-ban, 1993-ban Prágában volt ösztöndíjas. 1986 óta a Magyar Nemzeti Galéria grafikai osztályának muzeológusa. 1995-ben a Reklám és Grafika szerkesztője volt. 2000-ben Phd. fokozatot szerzett.
Elsősorban plakátkiállításokat rendezett, továbbá a 2004 a Modernizmusok. Európai grafika 1900-1930 című kiállítást.

## Művei
- Moholy-Nagy László 1923-as Alekszandr Rodcsenkóhoz irt levele (1977)
- Ellentétek szintézise: Konecsni György plakátművészete 1932-1948 (2005)
- 10x10 év az utcán: A magyar plakátművészet története 1890-1990 (2007)
- Valami történik közöttünk
- Egy kép és a hátoldala: Bortnyik Sándor: Alakok, 1924 (2012)
- Bortnyik Sándor és a Műhely: Bortnyik Sándor tervezőgrafikai munkássága (1914-1947) és a "magyar bauhaus" (1928-1938) (2018)
- Avantgárd vagy akadémia: Adalékok Bortnyik Sándor Korszerűsített klasszikusok című sorozatának megszületéséhez (1953-1963) (2018)
- Gúnykép vagy vágykép?: Bortnyik Sándor: Mona Lisa a XX. században, 1963 (2019)
- A stílusokon túl: a magyar art deco plakátművészet vizuális forrásai (2022)

## Díjai
- Németh Lajos-díj (2004)
- A Magyar Érdemrend lovagkeresztje (2006)